# Hoplopleura biseriata
Hoplopleura biseriata – gatunek wszy z rodziny Hoplopleuridae, pasożytujący głównie na Malacothrix typica. Spotykany również na innych myszowatych: Tatera brantsii, Tatera leucogaster. Powoduje wszawicę.
Wszy te mają ciało silnie spłaszczone grzbietowo-brzusznie. Samica składa jaja zwane gnidami, które są mocowane specjalnym "cementem" u nasady włosa. Rozwój osobniczy trwa po wykluciu się z jaja około 14 dni. Pasożytuje na skórze. Występuje na terenie Afryki.